# Mara Carocci
Mara Carocci (Roma, 7 marzo 1954) è una politica italiana.

## Biografia

### Elezione a deputato
Alle elezioni politiche del 2013 viene eletta deputata della XVII legislatura della Repubblica Italiana nella circoscrizione X Liguria per il Partito Democratico.